# Neon Nights
Neon Nights (англ. Неоновые ночи) — четвёртый студийный альбом австралийской певицы Данни Миноуг, выпущенный лейблом London Records 17 марта 2003 года. Переиздан в ноябре 2007-го с бонусным диском ремиксов и неизданных песен того же периода. В 2018-м году, в честь 15-летия альбома, был впервые выпущен на виниловых пластинках.
Neon Nights до сих пор считается самым успешным диском Данни Миноуг. Критики в большинстве своём тепло встретили творение австралийки. В Великобритании альбом взобрался на 8 строчку в Национальном Чарте, став «Золотым». В Австралии альбом снискал меньшую славу чем на туманном альбионе (25 место), но это не помешало ему номинироваться на ARIA Music Awards 2003, как «Лучший поп-релиз». В Японии диск ждал провал — только 134 место в чарте.

## Об альбоме
Neon Nights состоит из пятнадцати композиций, включая международный хит «Who Do You Love Now?». Все песни на диске танцевальные, кроме одной — It Won’t Work Out, которую планировалось выпустить синглом, но релиз сорвался из-за расторжения контракта с London Records. Всего было выпущено четыре сингла.
Альбом был переиздан на двух дисках в 2007 году. Первый диск содержит изначальный трек-лист альбома, плюс неизданные композиции того же периода записи и b-side всех синглов с Neon Nights. Второй диск состоит из двенадцати ремиксов песен с альбома.
В 2018-м году, в честь 15-летия альбома, был впервые выпущен на виниловых пластинках. Помимо оригинального трек-листа альбома, виниловое издание было дополнено другими песнями, записанными в период Neon Nights.

## Список композиций

#### Neon Nights (2003)
1. «Put the Needle on It» (Radio edit) (Johansson/Korpi/Minogue/Poole) — 3:24
2. «Creep» (Johansson/Korpi/Minogue/Poole) — 3:28
3. «I Begin to Wonder» (Ades/Dacia/Olaf/Minogue) — 3:40
4. «Hey! (So What)» (Jewels & Stone/Robinson) — 3:32
5. «For the Record» (Johansson/Korpi/Minogue/Poole) — 3:21
6. «Mighty Fine» (Brown/Bunch/Cang/Smith/Winstanley) — 3:55
7. «On the Loop» (Alexandre/Joly/Minogue/Ronald/Troillard) — 3:28
8. «Push» (Guldberg/Masterson/Minogue/Ronald/Sthal) — 3:21
9. «Mystified» (Masterson/Minogue/Ronald) — 3:43
10. «Don't Wanna Lose This Feeling» (Alexandre/Joly/Khari/Minogue/Ronald/Troillard) — 3:50
11. «Vibe On» (Jock-E/Kotecha/Minogue) — 3:40
12. «A Piece of Time» (Alexandre/Joly/Minogue/Ronald/Troillard) — 3:22
13. «Who Do You Love Now?» (Radio version) (Horn/Riva) — 3:26
14. «It Won’t Work Out» (Masterson/Minogue/Ronald) — 4:05
15. «Come and Get It (J.C.A. song)» (Sebastian Kreig remix) (hidden track) — 6:30

Bonus:
1. «Who Do You Love Now?» видео
2. «Put the Needle on It» видео
3. «I Begin to Wonder» видео
4. Фотогалерея

#### Переиздание Neon Nights Delux Edition (2007)
Диск 1
1. «Put the Needle on It»
2. «Creep»
3. «I Begin to Wonder» (album version)
4. «Hey! (So What)»
5. «For the Record»
6. «Mighty Fine»
7. «On the Loop»
8. «Push»
9. «Mystified»
10. «Don’t Wanna Lose This Feeling» (Al Stone’s radio version)
11. «Vibe On»
12. «A Piece of Time»
13. «Who Do You Love Now?»
14. «Come and Get It» (radio version) (ранее неизданное)
15. «Nervous»
16. «Just Can’t Give You Up» (ранее неизданное)
17. «Hide and Seek» (B-side mix)
18. «Don’t Wanna Lose This Groove»
19. «Est-ce que tu m’aimes encore?» (ранее неизданное в Великобритании)
20. «Goodbye Song»
21. «It Won’t Work Out» (acoustic version) (ранее неизданное)

Диск 2
1. «Don’t Wanna Lose This Groove» (Extended version) (vs. Madonna)
2. «Begin to Spin Me Round» (Extended version) (vs. Dead or Alive)
3. «Who Do You Love Now?» (Riva’s Bora Bora club mix) (ранее неизданное в Великобритании)
4. «Put the Needle on It» (Jason Nevins Freak Club creation mix) (ранее неизданное)
5. «Hide and Seek» (Thriller Jill original extended mix) (ранее неизданное)
6. «Come and Get It» (Jerome Isra-Ae remix) (ранее неизданное)
7. «Put the Needle on It» (Tiga’s Cookies dub)
8. «Creep» (Jon Dixon Club mix) (ранее неизданное)
9. «I Begin to Wonder» (Almighty Transensual club mix) (ранее неизданное)
10. «Put the Needle on It» (Cicada vocal mix)
11. «Come and Get It» (Sharam Jey remix) (ранее неизданное)
12. «Don’t Wanna Lose This Feeling» (Jupiter Ace Speared Thru the Heart mix) (ранее неизданное)

## Позиции в чартах
| Чарты (2003)                               | Наивысшие позиции |
| ------------------------------------------ | ----------------- |
| Australian ARIA Albums Chart               | 25                |
| German Albums Chart                        | 68                |
| Japanese Albums Chart                      | 134               |
| UK Albums Chart                            | 8                 |
| U.S. Billboard Top Electronic Albums Chart | 14                |

## Продажи
| Страна             | Статус  | Продажи  |
| ------------------ | ------- | -------- |
| Japan              | -       | 15,000+  |
| United States RIAA | -       | 40,000+  |
| Australia ARIA     | Золотой | 30,000+  |
| United Kingdom BPI | Золотой | 130,000+ |
| Germany            | -       | 40,000+  |